# Altınkilit
Altınkilit (türkisch für goldenes Schloss  [Schliessvorrichtung]), (kurd. Kurdi) ist ein Dorf im Landkreis Diyadin der Provinz Ağrı in der Türkei mit 274 Einwohnern (Stand: Ende 2024). Altınkilit liegt 10 km südwestlich von Diyadin. Der Name „Kurdi“ bedeutet „kurdisch“ und wurde im Jahre 2009 beim Katasteramt im Grundbuch verzeichnet.
Im Dorf gibt es eine Grundschule. Im Jahre 2009 lebten in Altınkilit 505 Menschen in 52 Haushalten (hane). Altınkilit verfügt über einen Trinkwasseranschluss.
In den 1990er Jahren waren Altınkilit und Umland Schauplatz von bewaffneten Auseinandersetzungen zwischen Sicherheitskräften und Kämpfern der PKK.